# Aemilia bolteri
Aemilia bolteri är en fjärilsart som beskrevs av Edwards 1885. Aemilia bolteri ingår i släktet Aemilia och familjen björnspinnare. Inga underarter finns listade i Catalogue of Life.